# Seznam hlav států v roce 2014
V seznamu hlav států v roce 2014 jsou uvedeni nejvyšší představitelé všech nezávislých států, kteří vládli v roce 2014. Seznam je seřazen abecedně podle světadílů. Jsou zde uvedeny nejvyšší hlavy států (prezidenti, králové, atd.) a předsedové vlád (pokud taková funkce existuje), případně i další významné státní funkce (typicky generální guvernér zastupující britskou královnu nebo faktické hlavy států, pokud se liší od nominálních hlav).
V seznamu je uvedeno i několik území se sporným mezinárodním postavením, která jsou de facto nezávislá, de iure jsou ale součástí některého jiného státu.

## Afrika
| Název státu                  | Státní vlajka | Hlava státu | Předseda vlády                                                                                 |
| ---------------------------- | ------------- | --- | ---------------------------------------------------------------------------------------------- |
| Alžírsko                     |               | prezident Abdelazíz Buteflika | Abdelmalek Sellal (do 14.3.) Youcef Yousfi (od 14.3.)                                          |
| Angola                       |               | prezident José Eduardo dos Santos | José Eduardo dos Santos                                                                        |
| Benin                        |               | prezident Yayi Boni | Pascal Koupaki                                                                                 |
| Botswana                     |               | prezident Ian Khama | Ian Khama                                                                                      |
| Burkina Faso                 |               | prezident Blaise Compaoré (do 31.10., rezignoval) dočasný prezident Honoré Traoré (od 31.10- 17.11.) dočasný prezident Michel Kafando (od 17.11.)                         | Luc Adolphe Tiao (do 31.10. sesazen, poté funkce neobsazena do 19.11.) Isaac Zida (od 19.11.)  |
| Burundi                      |               | prezident Pierre Nkurunziza | Pierre Nkurunziza                                                                              |
| Čad                          |               | prezident Idriss Déby | Kalzeubé Pahimi Deubet                                                                         |
| DR Kongo                     |               | prezident Joseph Kabila | Augustin Matata Ponyo Mapon                                                                    |
| Džibutsko                    |               | prezident Ismaïl Omar Guelleh | Abdoulkader Kamil Mohamed                                                                      |
| Egypt                        |               | Prozatímní prezident Adlí Mansúr (do 8.6.) prezident Abd al-Fattáh as-Sísí (od 8.6.)                                                                                      | Hazem al-Beblawi (do 1.3.) Ibrahim Mahlab (od 1.3.)                                            |
| Eritrea                      |               | prezident Isaias Afwerki | Isaias Afwerki                                                                                 |
| Etiopie                      |               | Mulatu Teshome Wirtu | Haile Mariam Desalagne                                                                         |
| Gabon                        |               | prezident Ali Bongo Ondimba | Paul Biyoghé Mba (do 24.1.) Daniel Ona Ondo (od 24.1.)                                         |
| Gambie                       |               | prezident Yahya Jammeh | Yahya Jammeh                                                                                   |
| Ghana                        |               | prezident John Dramani Mahama | John Dramani Mahama                                                                            |
| Guinea                       |               | prezident Alpha Condé | Alpha Condé                                                                                    |
| Guinea-Bissau                |               | prozatímní prezident Manuel Serifo Nhamadjo (do 23.6) prezident José Mário Va (od 23.6.)                                                                                  | Rui Duarte de Barros (do 4.7.) Domingos Simões Pereira (od 4.7.)                               |
| Jihoafrická republika        |               | prezident Jacob Zuma | Jacob Zuma                                                                                     |
| Jižní Súdán                  |               | prezident Salva Kiir Mayardit | Salva Kiir Mayardit                                                                            |
| Kamerun                      |               | prezident Paul Biya | Philémon Yang                                                                                  |
| Kapverdy                     |               | prezident Jorge Carlos Fonseca | José Maria Neves                                                                               |
| Keňa                         |               | prezident Uhuru Kenyatta | Raila Odinga                                                                                   |
| Komory                       |               | prezident Ikililou Dhoinine | Ikililou Dhoinine                                                                              |
| Lesotho                      |               | král Letsie III. | Tom Thabane (do 31.8.) Mothetjoa Metsing (od 31.8., zastupující)                               |
| Libérie                      |               | prezidentka Ellen Johnsonová-Sirleafová | Ellen Johnsonová-Sirleafová                                                                    |
| Libye                        |               | Předseda národního kongresu Nouri Abusahmain (do 4.8.) Dočasný Předseda národního kongresu Abu Bakr Baira (4.-5.8) Předseda národního kongresu Akila Saleh Issa (od 5.8.) | Ali Zidan(do 11.3.) Abdullah al-Thani (od 11.3.- do 8.4., dočasný, poté zvolený do 4.5.)       |
| Madagaskar                   |               | prezident Andry Rajoelina (do 25.1.) prezident Hery Rajaonarimampianina (od 25.1.)                                                                                        | Omer Beriziky (do 11.4.) Roger Kolo (od 11.4.)                                                 |
| Malawi                       |               | prezidentka Joyce Bandaová (do 31.5.) prezident Peter Mutharika (od 31.5.)                                                                                                | Joyce Bandaová(do 31.5.) Peter Mutharika (od 31.5.)                                            |
| Mali                         |               | prezident Ibrahim Boubacar Keïta | Oumar Tatam Ly (do 5.4.) Moussa Mara (od 5.4.)                                                 |
| Maroko                       |               | král Mohamed VI. | Abdelilah Benkirane                                                                            |
| Mauricius                    |               | prezident Rajkeswur Purryag | Navin Ramgoolam (do 17.12.) Sir Anerood Jugnauth (od 17.12.)                                   |
| Mauritánie                   |               | prezident Mohamed Ould Abdel Aziz | Moulaye Ould Mohamed Laghdaf (do 20.8.) Yahya Ould Hademine (od 20.8.)                         |
| Mosambik                     |               | prezident Armando Guebuza | Alberto Vaquina                                                                                |
| Namibie                      |               | prezident Hifikepunye Pohamba | Nahas Angula                                                                                   |
| Niger                        |               | prezident Mahamadou Issoufou | Brigi Rafini                                                                                   |
| Nigérie                      |               | prezident Goodluck Jonathan | Goodluck Jonathan                                                                              |
| Pobřeží slonoviny            |               | prezident Alassane Ouattara | Daniel Kablan Duncan                                                                           |
| Republika Kongo              |               | prezident Denis Sassou-Nguesso | Isidore Mvouba                                                                                 |
| Rovníková Guinea             |               | prezident Teodoro Obiang Nguema Mbasogo | Vicente Ehate Tomi                                                                             |
| Rwanda                       |               | prezident Paul Kagame | Pierre Damien Habumuremyi (do 24.7.) Anastase Murekezi (od 24.7.)                              |
| Senegal                      |               | prezident Macky Sall | Aminata Touré (do 8.7.) Mohamed Dionne (od 8.7.)                                               |
| Seychely                     |               | prezident James Michel | James Michel                                                                                   |
| Sierra Leone                 |               | prezident Ernest Bai Koroma | Ernest Bai Koroma                                                                              |
| Somálsko                     |               | prezident Hassan Sheikh Mohamud | Abdiweli Mohamed Ali (do 24.12.) Omar Abdirashid Ali Sharmarke (od 24.12.)                     |
| Středoafrická republika      |               | prezident Michel Djotodia (do 10. 1., rezignace) dočasný prezident Alexandre Ferdinand Nguendet (od 10.1.- 23.1.) prezidentka Catherine Samba-Panza (od 23.1.)            | Faustin-Archange To.)uadéra (do 25.1.) André Nzapayéké (25.1. -10.8) Mahamat Kamoun (od 10.8.) |
| Súdán                        |               | prezident Umar al-Bašír | Umar al-Bašír                                                                                  |
| Svatý Tomáš a Princův ostrov |               | prezident Manuel Pinto da Costa | Gabriel Costa (do 29.11.) Patrice Trovoada (od 29.11.)                                         |
| Svazijsko                    |               | král Mswati III. | Barnabas Sibusiso Dlamini                                                                      |
| Tanzanie                     |               | prezident Jakaya Kikwete | Mizengo Pinda                                                                                  |
| Togo                         |               | prezident Faure Gnassingbé | Kwesi Ahoomey-Zunu                                                                             |
| Tunisko                      |               | prezident Munsif Marzúkí | Ali Larayedh (do 29.1.) Mehdi Jomaa (od 29.1.)                                                 |
| Uganda                       |               | prezident Yoweri Museveni | Amama Mbabazi (do 18.9.) Ruhakana Rugunda (od 18.9.)                                           |
| Zambie                       |               | prezident Michael Sata(do 28.10., zemřel) dočasný prezident Guy Scott (od 29.10.)                                                                                         | Michael Sata (do 28.10., zemřel) Guy Scott (od 29.10.)                                         |
| Zimbabwe                     |               | prezident Robert Mugabe | Robert Mugabe                                                                                  |

## Asie
| Název státu             | Státní vlajka | Hlava státu                                                                        | Předseda vlády |
| ----------------------- | ------------- | ---------------------------------------------------------------------------------- | --- |
| Afghánistán             |               | prezident Hamíd Karzáí (do 29. 9.) prezident Ašraf Ghaní (od 29. 9.)               | Hamíd Karzáí (do 29. 9.) Ašraf Ghaní (od 29. 9.)                                                                                     |
| Arménie                 |               | prezident Serž Sarkisjan                                                           | Tigran Sargsjan (do 13. 4.) Hovik Abrahamyan (od 13. 4.)                                                                             |
| Ázerbájdžán             |               | prezident Ilham Alijev                                                             | Artur Rasizada |
| Bahrajn                 |               | král Hamad bin Ísá Ál Chalífa                                                      | Chalífa ibn Salmán Al Chalífa |
| Bangladéš               |               | prezident Abdul Hamid                                                              | Šajch Hasína Vadžídová |
| Bhútán                  |               | král Džigme Khesar Namgjel Wangčhug                                                | Džigme Thinley |
| Brunej                  |               | sultán Hassanal Bolkiah                                                            | Hassanal Bolkiah |
| Čína                    |               | prezident Si Ťin-pching                                                            | Li Kche-čchiang |
| Filipíny                |               | prezident Benigno Aquino III                                                       | Benigno Aquino III |
| Gruzie                  |               | prezident Giorgi Margvelašvili                                                     | Irakli Garibašvili |
| Indie                   |               | prezident Pranab Mukherdží                                                         | Manmóhan Singh (do 26. 5.) Naréndra Módí (od 26. 5.)                                                                                 |
| Indonésie               |               | prezident Susilo Bambang Yudhoyono (do 20. 10.) prezident Joko Widodo (od 20. 10.) | Susilo Bambang Yudhoyono(do 20. 10.) Joko Widodo (od 20. 10.)                                                                        |
| Irák                    |               | prezident Džalál Talabání (do 24. 7.) prezident Fuád Masúm (od 24. 7.)             | Džavad Maliki (do 8. 9.) Hajdar Abádí (od 8. 9.)                                                                                     |
| Írán                    |               | duchovní vůdce (faktická hlava státu) Sajjid Alí Chameneí                          | prezident (nominální hlava státu) Hasan Rúhání                                                                                       |
| Izrael                  |               | prezident Šimon Peres do 24.7 od 24.7. prezident Reu'ven Rivlin                    | Benjamin Netanjahu |
| Japonsko                |               | císař Akihito                                                                      | Šinzó Abe |
| Jemen                   |               | prezident Abdu Rabu Mansour Hadi                                                   | Muhammad Salim Basindwah |
| Jižní Korea             |               | prezidentka Park Geun-hye                                                          | Chung Hong Won |
| Jordánsko               |               | král Abdalláh II.                                                                  | Abdullah Ensour |
| Kambodža                |               | král Norodom Sihamoni                                                              | Hun Sen |
| Katar                   |               | emír Hamád Ibn Džásim Ibn Džaber as-Sání                                           | Sheikh Abdullah ibn Nasser ibn Khalifah Al Thani                                                                                     |
| Kazachstán              |               | prezident Nursultan Nazarbajev                                                     | Serik Akhmetov (do 2.4.) Karim Masimov (od 2.4.)                                                                                     |
| Kuvajt                  |               | emír Sabah al-Ahmad al-Džábir al-Sabah                                             | Sheikh Jabir Mubarak Al Hamad Al Sabah                                                                                               |
| Kyrgyzstán              |               | prezident Almazbek Atambajev                                                       | Zhantoro Satybaldiyev |
| Laos                    |               | prezident Čumaly Sayason                                                           | Thongsing Thammavong |
| Libanon                 |               | prezident Michel Sulajmán (do 25. 5.) dočasný prezident Tammám Salám (od 25. 5.)   | Nadžíb Míkátí (do 15. 2.) Tammám Salám (od 15. 2.)                                                                                   |
| Malajsie                |               | král Tuanku Abdul Halim Muadzam Shah ibni al-Marhum Sultan Badlishah               | Najib Tun Razak |
| Maledivy                |               | prezident Abdalláh Jamín                                                           | Abdalláh Jamín |
| Mongolsko               |               | prezident Cachjagín Elbegdordž                                                     | Norov Altankhuyag (do 5. 11.) Dendev Terbishdagda (5. 11. – 21. 11. dočasný) Chimed Saikhanbileg (od 21.11.)                         |
| Myanmar                 |               | prezident Thein Sein                                                               | Thein Sein |
| Nepál                   |               | prezident Rám Baran Jádav                                                          | Khil Raj Regmi (do 10. 2.) Sushil Koirala (od 10.2.)                                                                                 |
| Omán                    |               | sultán Kábús bin Saíd bin Tajmúr as-Saíd                                           | Kábús bin Saíd bin Tajmúr as-Saíd |
| Pákistán                |               | prezident Mamnún Husajn                                                            | Naváz Šaríf |
| Saúdská Arábie          |               | král Abd Alláh bin Abd al-Azíz                                                     | Abd Alláh bin Abd al-Azíz |
| Severní Korea           |               | prezident Kim Čong-un                                                              | Pak Pong Ju |
| Singapur                |               | prezident Tony Tan                                                                 | Lee Hsien Loong |
| Spojené arabské emiráty |               | emír Chalífa bin Sajíd Al Nahaján                                                  | Muhammad bin Rášid Ál Maktúm |
| Srí Lanka               |               | prezident Mahinda Radžapaksa                                                       | D. M. Jayaratne |
| Sýrie                   |               | prezident Bašár al-Asad                                                            | Wá'il al-Halkí |
| Tádžikistán             |               | prezident Emomalii Rachmon                                                         | Kokhir Rasulzoda |
| Thajsko                 |               | král Pchúmipchon Adunjadét (Ráma IX.)                                              | Jinglak Šinavatra (do 7. 5.) Niwattchamrong Bunsongpchajsán (7. 5. – 22. 5, dočasný) Prayuth Chan-Ocha (od 22. 5., vojenský premiér) |
| Turecko                 |               | prezident Abdullah Gül (do 28. 8.) prezident Recep Tayyip Erdoğan (od 28. 8.)      | Recep Tayyip Erdoğan (do 28. 8.) Ahmet Davutoğlu (od 28. 8. až 29. 8. dočasný, poté řádný)                                           |
| Turkmenistán            |               | prezident Gurbanguly Berdimuhamedow                                                | Gurbanguly Berdimuhamedow |
| Uzbekistán              |               | prezident Islam Karimov                                                            | Šavkat Mirzijajev |
| Vietnam                 |               | prezident Trương Tấn Sang                                                          | Nguyễn Tấn Dũng |
| Východní Timor          |               | prezident Taur Matan Ruak                                                          | Xanana Gusmão |

## Evropa
| Název státu         | Státní vlajka | Hlava státu | Předseda vlády |
| ------------------- | ------------- | --- | --- |
| Albánie             |               | prezident Bujar Nishani | Edi Rama |
| Andorra             |               | prezident François Hollande (zastupován Christianem Frémontem) a biskup Joan Enric Vives Sicília (zastupován Nemesim Marquesem Ostem)    | Antoni Martí Petit |
| Belgie              |               | král Filip | Elio Di Rupo (do 11.10) Charles Michel (od 11.10.) |
| Bělorusko           |               | prezident Alexandr Lukašenko | Michail Mjasnikovič (do 28.12.) Andrej Kobjakov (od 28.12.) |
| Bosna a Hercegovina |               | Předsednictvo Nebojša Radmanović (Srb), Željko Komšić (Chorvat); Bakir Izetbegović (Bosňák)                                              | Vjekoslav Bevanda |
| Bulharsko           |               | prezident Rosen Plevneliev | Plamen Oresharski (do 6.8.) Georgi Bliznaški (od 6.8 – 7.11. dočasný) Boiko Borisov (od 7.11.) |
| Černá Hora          |               | prezident Filip Vujanović | Milo Đukanović |
| Česko               |               | prezident Miloš Zeman | Jiří Rusnok (do 29.1.) Bohuslav Sobotka (od 17. 1.) |
| Dánsko              |               | královna Markéta II. | Helle Thorningová-Schmidtová |
| Estonsko            |               | prezident Toomas Hendrik Ilves | Andrus Ansip (do 26.3.) Taavi Rõivas (od 26.3.) |
| Finsko              |               | prezident Sauli Niinistö | Jyrki Katainen (do 24.6.) Alexander Stubb (od 24.6.) |
| Francie             |               | prezident François Hollande | Jean-Marc Ayrault(do 1.4.) Manuel Valls (od 1.4.) |
| Chorvatsko          |               | prezident Ivo Josipović | Zoran Milanović |
| Irsko               |               | prezident Michael D. Higgins | Enda Kenny |
| Island              |               | prezident Ólafur Ragnar Grímsson | Sigmundur Davíð Gunnlaugsson |
| Itálie              |               | prezident Giorgio Napolitano | Enrico Letta (do 22.2.) Matteo Renzi (od 22.2.) |
| Kypr                |               | prezident Nikos Anastasiadis | Nikos Anastasiadis |
| Lichtenštejnsko     |               | kníže Hans Adam II.- regent Alois z Lichtenštejna                                                                                        | Adrian Hasler |
| Litva               |               | prezidentka Dalia Grybauskaitė | Algirdas Butkevičius |
| Lotyšsko            |               | prezident Andris Bērziņš | Valdis Dombrovskis (do 27.1.) Laimdota Straujumaová (od 27.1.) |
| Lucembursko         |               | velkovévoda Henri | Xavier Bettel |
| Maďarsko            |               | prezident János Áder | Viktor Orbán |
| Makedonie           |               | prezident Gjorgje Ivanov | Nikola Gruevski |
| Malta               |               | prezident George Abela | Joseph Muscat |
| Moldavsko           |               | prezident Nicolae Timofti | Iurie Leancă |
| Monako              |               | kníže Albert II. | Michel Roger |
| Německo             |               | spolkový prezident Joachim Gauck | Angela Merkelová |
| Nizozemsko          |               | král Vilém-Alexandr | Mark Rutte |
| Norsko              |               | král Harald V. | Erna Solbergová |
| Polsko              |               | prezident Bronisław Komorowski | Donald Tusk (do 22.9.) Ewa Kopaczová (od 22.9.) |
| Portugalsko         |               | prezident Aníbal Cavaco Silva | Pedro Passos Coelho |
| Rakousko            |               | prezident Heinz Fischer | kancléř Werner Faymann |
| Rumunsko            |               | prezident Traian Băsescu (do 21.12.) prezident Klaus Iohannis (od 21.12.)                                                                | Victor Ponta |
| Rusko               |               | prezident Vladimir Putin | Dmitrij Medveděv |
| Řecko               |               | prezident Karolos Papulias | Antonis Samaras |
| San Marino          |               | kapitáni – regenti Anna Maria Muccioli a Gian Carlo Capicchioni (do 1. 4.) kapitáni – regenti Valeria Ciavatta a Luca Beccari (od 1. 4.) | Anna Maria Muccioli a Gian Carlo Capicchioni (do 1. 4.) Valeria Ciavatta a Luca Beccari (od 1.4.)                                                                                                   |
| Slovensko           |               | prezident Ivan Gašparovič (do 15. 6.) prezident Andrej Kiska (od 15. 6.)                                                                 | Robert Fico |
| Slovinsko           |               | prezident Borut Pahor | Alenka Bratusek (do 19. 9.) Miro Cerar (od 19.9) |
| Spojené království  |               | královna Alžběta II. | David Cameron |
| Srbsko              |               | prezident Tomislav Nikolić | Ivica Dačić (do 27. 4.) Aleksandar Vučić (od 27. 4.) |
| Španělsko           |               | král Juan Carlos I. (do 18.6., abdikace) král Filip VI. Španělský (od 19. 6.)                                                            | Mariano Rajoy |
| Švédsko             |               | král Karel XVI. Gustav | Fredrik Reinfeldt (do 3. 10.) Stefan Löfven (od 3.10.) |
| Švýcarsko           |               | prezident Didier Burkhalter | Didier Burkhalter |
| Ukrajina            |               | prezident Viktor Janukovyč (do 22.2., odvolán) dočasný prezident Oleksandr Turčynov (23.2.-7.6.) prezident Petro Porošenko (od 7.6.)     | Mykola Azarov (do 28.1.) Serhiy Arbuzov (28.1. – 22.2., dočasný) Oleksandr Turčynov (22.2.- 27.2. dočasný) Arsenij Jaceňuk (27.2.- 24.7. a poté od 31.7.) Volodymyr Hroisman (24.7. -31.7.,dočasný) |
| Vatikán             |               | papež František | státní sekretář Pietro Parolin |

## Severní a střední Amerika
| Název státu               | Státní vlajka | Hlava státu | Předseda vlády                                                               |
| ------------------------- | ------------- | --- | ---------------------------------------------------------------------------- |
| Antigua a Barbuda         |               | královna Alžběta II. – generální guvernérka Louise Lake-Tack (do 13.8.) generální guvernér Rodney Williams (od 14.8.)      | Baldwin Spencer (do 13.6.) Gaston Browne (od 13.6..)                         |
| Bahamy                    |               | královna Alžběta II. – generální guvernér Arthur Foulkes (do 8.7.) generální guvernérka Dame Marguerite Pindling (od 8.7.) | Perry Christie                                                               |
| Barbados                  |               | královna Alžběta II. – generální guvernér Elliott Belgrave                                                                 | Freundel Stuart                                                              |
| Belize                    |               | královna Alžběta II. – generální guvernér Colville Young                                                                   | Dean Barrow                                                                  |
| Dominika                  |               | prezident Charles Savarin                                                                                                  | Roosevelt Skerrit                                                            |
| Dominikánská republika    |               | prezident Danilo Medina | Danilo Medina                                                                |
| Grenada                   |               | královna Alžběta II. – generální guvernérka Cécile La Grenade                                                              | Keith Mitchell                                                               |
| Guatemala                 |               | prezident Otto Pérez Molina                                                                                                | Otto Pérez Molina                                                            |
| Haiti                     |               | prezident Michel Martelly                                                                                                  | Laurent Lamothe (do 20.12.) Florence Duperval Guillaume (od 20.12., dočasná) |
| Honduras                  |               | prezident Porfirio Lobo (do 27.1.) Juan Orlando Hernández (od 27.1.)                                                       | Porfirio Lobo (do 27.1.) Juan Orlando Hernández (od 27.1.)                   |
| Jamajka                   |               | královna Alžběta II. – generální guvernér Patrick Allen                                                                    | Portia Simpson Miller                                                        |
| Kanada                    |               | královna Alžběta II. – generální guvernér David Johnston                                                                   | Stephen Harper                                                               |
| Kostarika                 |               | prezidentka Laura Chinchilla (do 8.5.) prezident Luis Guillermo Solís (od 8.5.)                                            | Laura Chinchilla (do 8.5.) Luis Guillermo Solís (od 8.5.)                    |
| Kuba                      |               | prezident Raúl Castro | Raúl Castro                                                                  |
| Mexiko                    |               | prezident Enrique Peña Nieto                                                                                               | Enrique Peña Nieto                                                           |
| Nikaragua                 |               | prezident Daniel Ortega | Daniel Ortega                                                                |
| Panama                    |               | prezident Ricardo Martinelli (do 30.6.) prezident Juan Carlos Varela (od 1.7.)                                             | Ricardo Martinelli (do 30.6.) Juan Carlos Varela (od 1.7.)                   |
| Salvador                  |               | prezident Mauricio Funes (do 1.6.) prezident Salvador Sánchez Cerén (od 1.6.)                                              | Mauricio Funes (do 1.6.) Salvador Sánchez Cerén (od 1.6.)                    |
| Spojené státy americké    |               | prezident Barack Obama | Barack Obama                                                                 |
| Svatá Lucie               |               | královna Alžběta II. – generální guvernérka Pearlette Louisy                                                               | Kenny Anthony                                                                |
| Svatý Kryštof a Nevis     |               | královna Alžběta II. – generální guvernér Sir Edmund Lawrence                                                              | Denzil Douglas                                                               |
| Svatý Vincenc a Grenadiny |               | královna Alžběta II. – generální guvernér Frederick Ballantyne                                                             | Ralph Gonsalves                                                              |
| Trinidad a Tobago         |               | prezident Anthony Carmona                                                                                                  | Kamala Persad-Bissessara                                                     |

## Jižní Amerika
| Název státu | Státní vlajka | Hlava státu                                                                       | Předseda vlády                                                             |
| ----------- | ------------- | --------------------------------------------------------------------------------- | -------------------------------------------------------------------------- |
| Argentina   |               | prezidentka Cristina Fernández de Kirchner                                        | Cristina Fernández de Kirchner                                             |
| Bolívie     |               | prezident Evo Morales                                                             | Evo Morales                                                                |
| Brazílie    |               | prezidentka Dilma Rousseffová                                                     | Dilma Rousseffová                                                          |
| Ekvádor     |               | prezident Rafael Correa                                                           | Rafael Correa                                                              |
| Guyana      |               | prezident Donald Ramotar                                                          | Sam Hinds                                                                  |
| Chile       |               | prezident Sebastián Piñera (do 11.3.) prezidentka Michelle Bacheletová (od 11.3.) | Sebastián Piñera (do 11.3.) Michelle Bacheletová (od 11.3.)                |
| Kolumbie    |               | prezident Juan Manuel Santos                                                      | Juan Manuel Santos                                                         |
| Paraguay    |               | prezident Horacio Cartes                                                          | Horacio Cartes                                                             |
| Peru        |               | prezident Ollanta Humala                                                          | César Villanueva (do 24.2.) René Cornejo 24.2.- 22.7.) Ana Jara (od 22.7.) |
| Surinam     |               | prezident Dési Bouterse                                                           | Dési Bouterse                                                              |
| Uruguay     |               | prezident José Mujica                                                             | José Mujica                                                                |
| Venezuela   |               | Nicolás Maduro                                                                    | Nicolás Maduro                                                             |

## Oceánie
| Název státu                  | Státní vlajka | Hlava státu | Předseda vlády                                             |
| ---------------------------- | ------------- | --- | ---------------------------------------------------------- |
| Austrálie                    |               | královna Alžběta II. – generální guvernérka Quentin Bryceová (do 28.3.) generální guvernér Sir Peter Cosgrove (od 28.3.) | Tony Abbott                                                |
| Federativní státy Mikronésie |               | prezident Manny Mori | Manny Mori                                                 |
| Fidži                        |               | prezident Ratu Epeli Nailatikau                                                                                          | Frank Bainimarama                                          |
| Kiribati                     |               | prezident Anote Tong | Anote Tong                                                 |
| Marshallovy ostrovy          |               | prezident Jurelang Zedkaia                                                                                               | Ruben Zackhras                                             |
| Nauru                        |               | prezident Baron Waqa | Baron Waqa                                                 |
| Nový Zéland                  |               | královna Alžběta II. – generální guvernér Sir Jerry Mateparae                                                            | John Key                                                   |
| Palau                        |               | prezident Tommy Remengesau                                                                                               | Tommy Remengesau                                           |
| Papua Nová Guinea            |               | královna Alžběta II. – generální guvernér Sir Michael Ogio                                                               | Sir Michael Somare                                         |
| Samoa                        |               | náčelník Tufuga Efi | Tuilaepa Aiono Sailele Malielegaoi                         |
| Šalomounovy ostrovy          |               | královna Alžběta II. – generální guvernér Frank Kabui                                                                    | Gordon Darcy Lilo (do 9.12.) Manasseh Sogavare (od 9. 12.) |
| Tonga                        |               | král Tupou VI. | Tu'ivakano (do 30.12.) 'Akilisi Pohiva (od 30.12.)         |
| Tuvalu                       |               | královna Alžběta II. – generální guvernér Iakoba Taeia Italeli                                                           | Enele Sopoaga                                              |
| Vanuatu                      |               | prezident Iolu Abil (do 2.9.) dočasný prezident Philip Boedoro (od 2.9.- 22.9.) prezident Baldwin Lonsdale (od 22.9.)    | Moana Carcasses Kalosil (do 15.5.) Joe Natuman (od 15.5.)  |

## Státy se sporným mezinárodním uznáním
| Název státu      | Státní vlajka | Hlava státu                 | Předseda vlády                                  |
| ---------------- | ------------- | --------------------------- | ----------------------------------------------- |
| Abcházie         |               | prezident Aleksandr Ankvab  | Leonid Lakerbaya                                |
| Jižní Osetie     |               | prezident Eduard Kokojty    | Vadim Brovtsev                                  |
| Kosovo           |               | prezidentka Atifete Jahjaga | Hashim Thaçi (do 9.12.) Isa Mustafa (od 9.12.)  |
| Náhorní Karabach |               | prezident Bako Sahakyan     | Arayik Harutyunyan                              |
| Severní Kypr     |               | prezident Mehmet Ali Talat  | Derviş Eroğlu                                   |
| Palestina        |               | prezident Mahmúd Abbás      | Rami Hamdallah                                  |
| Tchaj-wan        |               | prezident Ma Jing-ťiou      | Jiang Yi-huah (do 8.12.) Mao Chi-kuo (od 8.12.) |
| Západní Sahara   |               | prezident Mohamed Abdelaziz | Abdelkader Taleb Oumar                          |